# Macujama Kenicsi
Macujama Kenicsi (松山 ケンイチ, nyugaton Ken’ichi Matsuyama, Mucu, 1985. március 5. –) japán színész.

## Élete
Vonzódik a furcsa karakterszerepekhez. Legjobb alakítása a Death Note mozifilmekben található, ahol  L-t alakítja és ez valóban megkapó alakítás volt. Szerepet játszott a Soichi Negishi/Johannes Krauser II kettősében a Detroit Metal City filmátdolgozásában, és főszerepben fog játszani Kamui Gaidenben (2009 februárjában Japánban).
Ken'ichi 2001-ben kezdte karrierjét, mint modell. Ken'ichi 2002-ben debütált színészként egy kis szerepben a "Gokusen"-ben, mint Kenichi Mori. 2003-ban, Ken'ichi egy új filmben szerepelt ami az első támogatott szerepe volt (Bright Future). Ken'ichi színészi karrierje felfelé ível ő alakította Shin-t a 2005-ös Nana filmben. A nagy áttörést 2006-ban volt Ken'ichi karizmatikus teljesítménye "L" ként a Death Note 1-2-ben és az L Change the world-ben. Azóta Ken'ichi fellépett számos különböző szerepben, mint a félénk death metal rocker: Detroit Metal City és a My Romance. A közelmúltban Ken'ichi együtt dolgozott, sok külföldi rendezővel koreai-ból és japán-ból a vietnami rendezővel Anh Hung Tran-nal és a norvég Wood-dal.

## Filmjei
- Winning Pass (2003)
- Bright Future (2003)
- Guuzen nimo saiaku na shounen (2003)
- The Locker 2 (2004) as Yosuke Shinohara
- Kamachi (2004)
- A tea íze (2004)
- Linda Linda Linda (2005) mint Makihara
- Nana (2005) as Shin (Shinichi Okazaki)
- Furyo shonen no yume (2005)
- Kasutamu-meido 10.30 (2005)
- Yamato – Öngyilkos küldetés (2005) mint Katsumi Kamio (15 éves)
- Oyayubi sagashi (2006)
- A halállista – Death Note (2006) – L
- Death Note – Az utolsó név (Death Note – The Last Name) (2006) – L
- Sexy Voice and Robo (2006) mint Robo
- Genghis Khan: To the Ends of the Earth and Sea (2007) mint Juchi
- Ten Nights of Dream (2007)
- Shindo (2007)
- South Bound (2007) mint Officer Niigaki
- Tsubaki Sanjuro (2007) mint Iori Isaka
- Dolphin Blue: Fuji, mou ichido sora e (2007)
- L: Change the World (2008) as L
- Don't laugh at my romance (2007–2008) mint 19 éves fiú
- Detroit Metal City (2008) mint Soichi Negishi/Johannes Krauser II
- kamui gaiden (2009)
- Ultra Miracle Love Story (2009)
- Gantz (2010)
- Gantz: Perfect Answer (2011)

## Tévésorozatai
- Gokusen (2002)
- Kids War 5 (2003)
- 1 Litre of Tears (2005) mint Kawamoto Senpai
- Tsubasa No Oreta Tenshitachi (2006), Episode 2 as Shingo(Taro-san)
- Sono 5 fun mae (2006) mint Yuka Takashi (Mini-Drama)
- Sexy Voice and Robo (2007) mint Robo
- Zeni Geba (2009)
- Nana (2007)

## Szinkronizálásai
- Death Note anime (2006) mint Gelus

## Külső hivatkozások
- Hivatalos oldal
- Macujama Kenicsi a PORT.hu-n (magyarul)
- Macujama Kenicsi az Internetes Szinkronadatbázisban (magyarul)
- Macujama Kenicsi az Internet Movie Database-ben (angolul)
- HORIPRO SQUARE Men 松山ケンイチ
- HORIPRO 株式会社ホリプロ
- Ken'ichi Matsuyama az Internet Movie Database oldalon (angolul)
- L-movie[halott link]

1. ↑  KINENOTE movie database (japán nyelven). (Hozzáférés: 2024. május 3.)
2. ↑  2000008990
3. ↑  Nihon Tarento Meikan, 2002 (Hozzáférés: 2020. augusztus 12.)